# Декроттуар

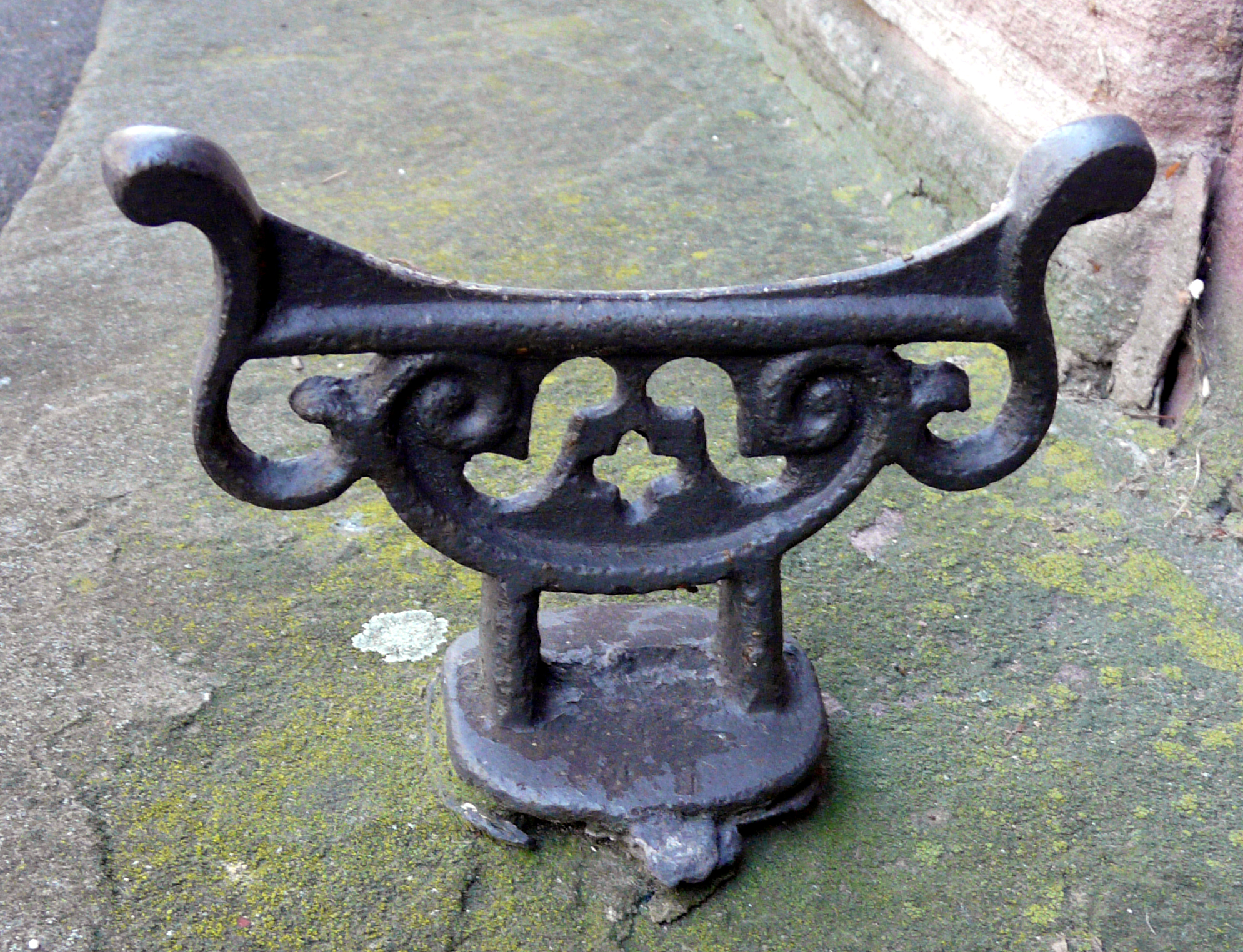
Старинный декроттуар в Баден-Бадене

Декроттуа́р (фр. décrottoir) — приспособление для очистки обуви от грязи и снега, располагающееся у входа в дом. В простейшем исполнении представляет собой скобу, вбитую в землю у входной двери или размещенную на крыльце.
В XIX веке были широко распространены во многих странах, особенно там, где глинистые почвы способствовали постоянному загрязнению обуви. Г. К. Честертон упоминает декроттуар, наряду с подставкой для зонтика, как характерные приметы мелкобуржуазного жилища викторианской Англии. Руководства для молодых мужей включали указание пользоваться декроттуаром, чтобы не нести грязь на ботинках в дом и тем самым облегчить труд жены по его уборке.

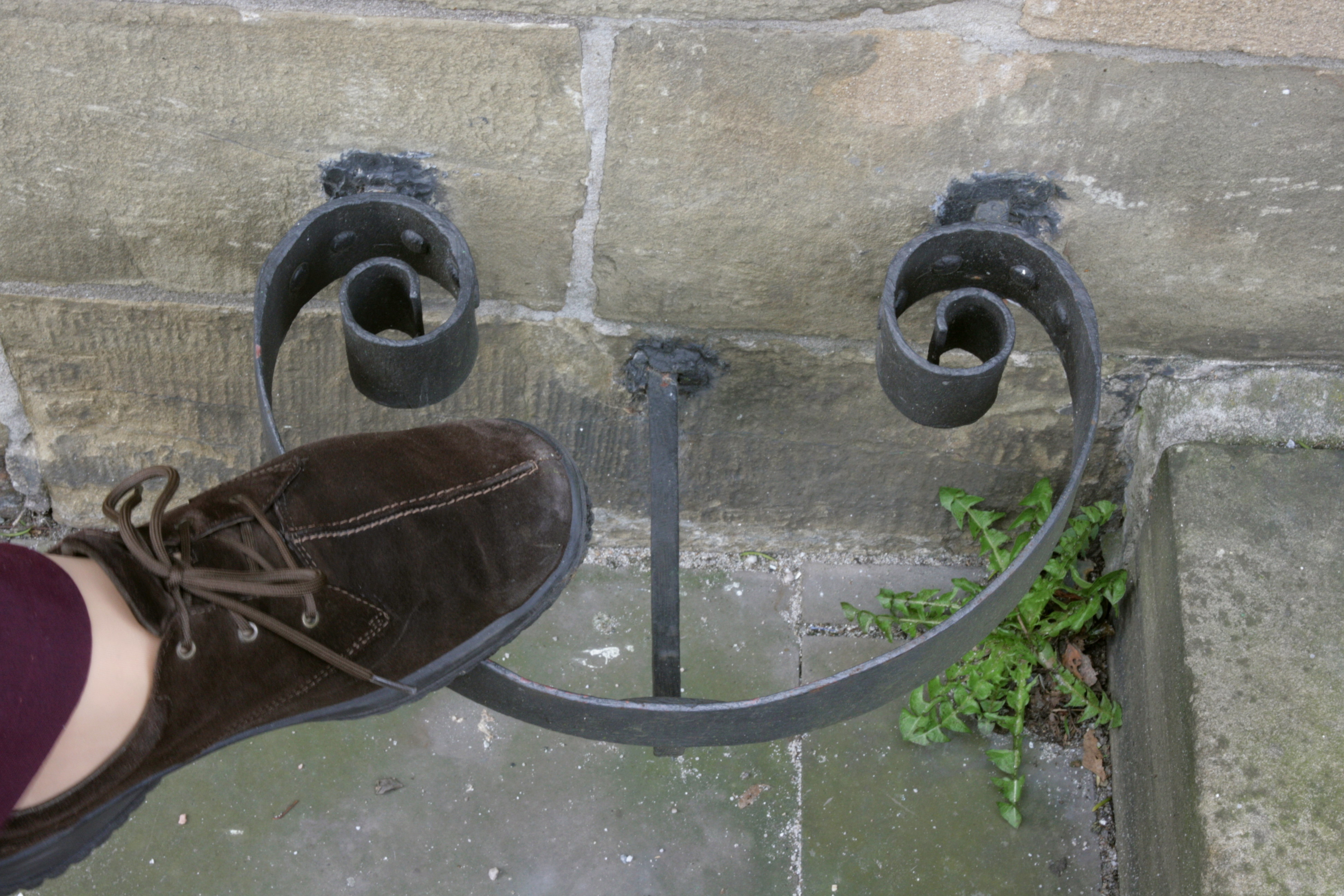
Декроттуар у первой ступеньки крыльца

## Современные декроттуары
Нередки случаи, когда декроттуары устанавливают и в современных домах. Однако механизация привела к появлению новых приспособлений и устройств для очистки обуви (особенно подошв) от грязи. Используются, в частности, приспособления, состоящие из трёх щёток (нередко шваберных), установленных таким образом, чтобы счищать грязь снизу и с боков ботинка, — в том числе и электрические (с вращающимися щётками разной высоты).

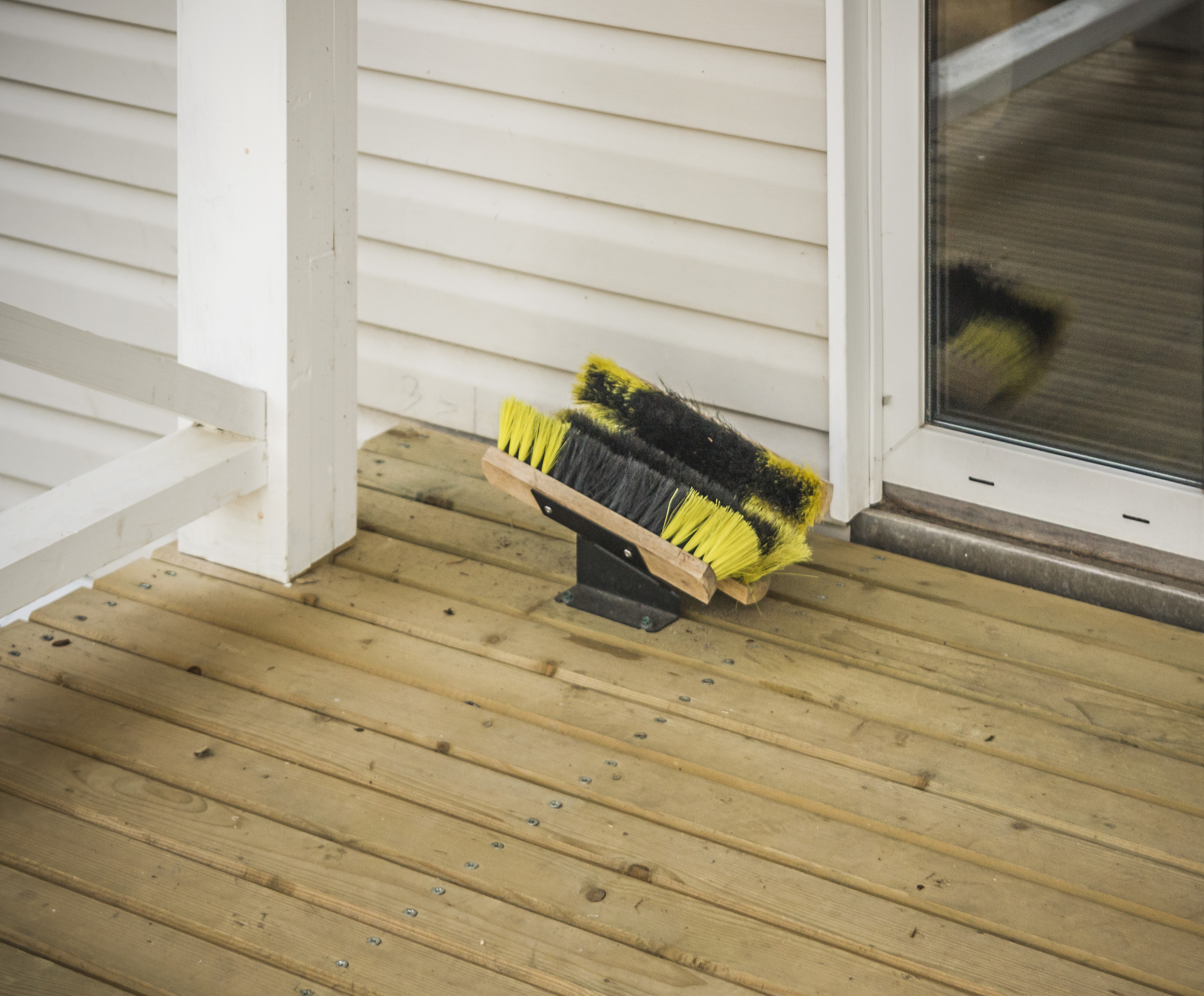
Современный декроттуар